# Christian Aumer
Christian Aumer (* 1964) ist ein deutscher Schauspieler.

## Leben
Christian Aumer studierte von 1991 bis 1995 an der Hochschule der Künste in Berlin und schloss mit einem Diplom ab. Von 1995 bis 2001 war er Ensemblemitglied der bremer shakespeare company. Weitere Bühnenstationen waren unter anderem das Blaumeier-Atelier in Bremen, das Junge Theater Bremen, das Theaterschiff Bremen und das Zimmertheater Tübingen. So verkörperte er an der bremer shakespeare company den Shylock in Der Kaufmann von Venedig und den Marc Anton in Julius Cäsar jeweils von William Shakespeare. Weiterhin ist er Mitbegründer und Schauspieler des Bremer Kriminal Theaters.
Christian Aumer wirkte auch in verschiedenen Film- und Fernsehproduktionen mit. Darunter befand sich die ZDF-Produktion Der Tote in der Mauer von Markus Imboden mit Frank Giering, Michael Mendl und Anna Maria Mühe.  Er trat als Darsteller in einigen Fernsehserien wie Um Himmels Willen, SOKO Köln, Kommissar Stolberg, Mein Leben & Ich und Heiter bis tödlich: Alles Klara auf. In den Fernsehfilmen Wegwerfmädchen und Das goldene Band aus der Fernsehreihe Tatort war er im Jahr 2012 als Bankier Cornely zu sehen.
Christian Aumer ist auch als Synchronsprecher tätig.

## Filmografie (Auswahl)
- 1994: Selber schuld (Kurzfilm)
- 2005: Jetzt erst recht! (Fernsehserie) – Drei Mörder und eine Leiche
- 2008: Der Tote in der Mauer (Fernsehfilm)
- 2009, 2023: SOKO Köln (Fernsehserie, verschiedene Rollen, 2 Folgen)
- 2009: Pastewka (Fernsehserie) – Der Kratzer
- 2009: Mein Leben & Ich (Fernsehserie) – Auf Leben und Tod (zwei Teile)
- 2011: Ausgerechnet Sex! (Fernsehfilm)
- 2012: Kommissar Stolberg (Fernsehserie) – Tödliches Netz
- 2012: Um Himmels Willen (Fernsehserie) – Geldadel
- 2012: Tatort: Wegwerfmädchen (Fernsehreihe)
- 2012: Tatort: Das goldene Band
- 2012: Das Ende einer Nacht
- 2012: Heiter bis tödlich: Alles Klara (Fernsehreihe) – BioTot
- 2012: Nachtschicht – Geld regiert die Welt (Fernsehreihe)
- 2013: Tatort: Puppenspieler
- 2013: München 7 (Fernsehserie) – Magic
- 2013: Mordshunger – Verbrechen und andere Delikatessen (Fernsehserie) – zwei Folgen als Anton Schulze
- 2013: Die Rosenheim-Cops (Fernsehserie) – Abpfiff
- 2014: Tatort: Kaltstart
- 2014: Julia und der Offizier (Fernsehfilm)
- 2014: Das Zimmermädchen Lynn
- 2015: SOKO Wismar (Fernsehserie) – Gras drüber
- 2015: SOKO München (Fernsehserie) – Boazn Blues
- 2017: Helen Dorn: Gnadenlos (Fernsehreihe)
- 2018: Die Rosenheim-Cops  (Fernsehserie) – Die Spur des Geldes
- 2018, 2020: Notruf Hafenkante (Fernsehserie, verschiedene Rollen, 2 Folgen)
- 2018: Der Pass (Fernsehserie)
- 2020: München Mord: Was vom Leben übrig bleibt (Fernsehreihe)
- 2021: Die Liebe des Hans Albers (Fernsehfilm)
- 2021: Großstadtrevier (Fernsehserie) – St. Pauli, 06:07 Uhr
- 2021: Tatort: Neugeboren